# ستيفي ريفيس
ستيفي ريفيس (بالإنجليزية: Stevie Reeves)‏ هو سائق سيارة سباق ومهندس أمريكي، ولد في 16 مايو 1967 في سبيد واي في الولايات المتحدة.